# مایکرو سنتر
مایکرو سنتر (انگلیسی: Micro Center) یک فروشگاه خرده فروشی محصولات کامپیوتر که دفتر اصلی آن در هیلیارد در ایالت اوهایو ایالات متحده قرار دارد.
این شرکت در سال ۱۹۷۹ میلادی تاسیس شد و از سال ۲۰۲۱ ۲۵ فروشگاه در ۱۶ ایالت آمریکا دارد.

## تاریخچه
مایکرو سنتر در کلمبوس، اوهایو در سال ۱۹۷۹ توسط جان بیکر و بیل باین، دو کارمند سابق رادیو شاک، با سرمایه گذاری ۳۵۰۰۰ دلاری تأسیس شد. اولین فروشگاه مایکرو سنتر در ویترینی به مساحت ۹۰۰ فوت مربع (۸۴ متر مربع) واقع در مرکز خرید خیابان لین در آرلینگتون بالاتر، اوهایو تأسیس شد. این فروشگاه از نزدیکی خود به دانشگاه ایالتی اوهایو و اندیشکده علمی انستیتوی یادبود بتله، که پایگاه مشتریان زیادی و منبعی از فروشندگان با سواد کامپیوتری را فراهم می کرد، سود می برد. هدف آنها برای سال اول ۳۰ میلیون دلار فروش بود و ۲۹.۹ میلیون دلار به دست آوردند.
در سال ۲۰۰۹، مایکرو سنتر یک سرویس "پیکاپ ۱۸ دقیقه ای" را ایجاد کرد که در آن مشتریانی که کالا را در وب سایت خود سفارش می دهند می توانند آن را در ۱۸ دقیقه از فروشگاه تحویل بگیرند.
از سال ۲۰۲۱، ۲۵ فروشگاه مایکرو سنتر در سراسر کشور در ۱۶ ایالت، از جمله کالیفرنیا، کلرادو، جورجیا، ایلینوی، کانزاس، مریلند، ماساچوست، میشیگان، مینه‌سوتا، میزوری، نیوجرسی، نیویورک، اوهایو، پنسیلوانیا، تگزاس و ویرجینیا وجود دارد. 